# André Sergipano
 André Muniz de Aguiar, também conhecido como André Muniz Sergipano (Montes Claros, 17 de fevereiro de 1990), é um lutador brasileiro de artes marciais mistas que compete no peso-médio do UFC.

## Carreira no MMA

### Início
André estreou no MMA profissional em abril de 2009. Em 2013, ganhou o cinturão interino do peso-médio do Bitetti Combat. No ano seguinte, defendeu esse cinturão ao vencer por decisão unânime Paulo Filho, ex-campeão do WEC, no Bitetti Combat 19.

### Dana White's Contender Series
André foi convidado para o Dana White's Contender Series Brazil 2 em 11 de agosto de 2018. Ele venceu Bruno Assis por decisão unânime, mas a vitória não lhe rendeu um contrato com o UFC.
Quase um ano depois, Muniz retornou ao programa para enfrentar o invicto Taylor Johnson no Dana White's Contender Series 23 em 6 de agosto de 2019. Ele finalizou Johnson com um mate-leão no primeiro round, ganhando um contrato com o UFC.

### Ultimate Fighting Championship
Em 2019 foi contratado pelo UFC, estreando com vitória em 16 de novembro no UFC São Paulo. No ano de 2020, o lutador derrotou Bartosz Fabiński no UFC Fight Night em Las Vegas, onde levou o bônus de finalização da noite. Em 2021, no UFC 262 em Houston, Sergipano finalizou com um triângulo invertido o ex-campeão mundial de jiu-jítsu Ronaldo Jacaré.

## Títulos e premiações
- Ultimate Fighting Championship
  - Performance da Noite (uma vez) vs. Bartosz Fabinski[5]
  - Finalização do Ano vs. Ronaldo Jacaré[6]
- Bitetti Combat
  - Cinturão Peso-Médio do Bitetti Combat Championship (uma vez)
    - Cinturão defendido uma vez
- MMAjunkie.com
  - 2021 Finalização do Mês (Maio) vs. Ronaldo Jacaré[7]
  - 2021 Finalização do Ano vs. Ronaldo Jacaré[8]
  - 2021 Lutador do Ano Fora do Radar[9]
- MMA Fighting
  - 2021 Finalização do Ano vs. Ronaldo Jacaré[10]
- Sherdog
  - 2021  Finalização do Ano vs. Ronaldo Jacaré[11]
- LowKickMMA
  - 2021  Finalização do Ano (empatado com Brandon Moreno), vs. Ronaldo Souza[12]

## Cartel no MMA
| Cartel no MMA   |             |            |
| 30 lutas        | 24 vitórias | 6 derrotas |
| Por nocaute     | 4           | 5          |
| Por finalização | 15          | 1          |
| Por decisão     | 5           | 0          |

| Res.    | Cartel | Oponente               | Método                               | Evento                                                 | Data       | Round | Tempo | Local             | Notas                                             |
| ------- | ------ | ---------------------- | ------------------------------------ | ------------------------------------------------------ | ---------- | ----- | ----- | ----------------- | ------------------------------------------------- |
| Vitória | 24-4   | Jun Yong Park          | Decisão (dividida)                   | UFC Fight Night 233: Song vs. Gutierrez                | 09/12/2023 | 3     | 5:00  | Las Vegas, Nevada |                                                   |
| Derrota | 23-6   | Paul Craig             | Nocaute Técnico (cotoveladas)        | UFC Fight Night: Aspinall vs. Tybura                   | 22/07/2023 | 2     | 4:40  | Londres           |                                                   |
| Derrota | 23-5   | Brendan Allen          | Finalização (mata-leão)              | UFC Fight Night: Muniz vs. Allen                       | 25/02/2023 | 3     | 4:25  | Las Vegas, Nevada |                                                   |
| Vitória | 23-4   | Uriah Hall             | Decisão (unânime)                    | UFC 276: Adesanya vs. Cannonier                        | 02/07/2022 | 3     | 5:00  | Las Vegas, Nevada |                                                   |
| Vitória | 22-4   | Eryk Anders            | Finalização (chave de braço)         | UFC 269: Oliveira vs. Poirier                          | 11/12/2021 | 1     | 3:13  | Las Vegas, Nevada |                                                   |
| Vitória | 21-4   | Ronaldo Jacaré         | Finalização (chave de braço)         | UFC 262: Oliveira vs. Chandler                         | 15/05/2021 | 1     | 3:59  | Houston, Texas    |                                                   |
| Vitória | 20-4   | Bartosz Fabiński       | Finalização (chave de braço)         | UFC Fight Night: Overeem vs. Sakai                     | 05/09/2020 | 1     | 2:42  | Las Vegas, Nevada | Performance da Noite.                             |
| Vitória | 19-4   | Antonio Arroyo         | Decisão (unânime)                    | UFC Fight Night: Błachowicz vs. Jacaré                 | 16/11/2019 | 3     | 5:00  | São Paulo         | Estreia no UFC.                                   |
| Vitória | 18-4   | Taylor Johnson         | Finalização (mata-leão)              | Dana White's Contender Series Season 3                 | 06/08/2019 | 1     | 1:46  | Las Vegas, Nevada |                                                   |
| Vitória | 17-4   | Bruno Assis            | Decisão (unânime)                    | Dana White's Contender Series 2018: Brazil, Episódio 2 | 11/08/2018 | 3     | 5:00  | Las Vegas, Nevada |                                                   |
| Vitória | 16-4   | Willyanedson Paiva     | Finalização (chave de braço)         | WOCS 49                                                | 24/03/2018 | 1     | 0:38  | Rio de Janeiro    |                                                   |
| Vitória | 15-4   | João Paulo dos Santos  | Nocaute Técnico (socos)              | WOCS 48                                                | 15/12/2017 | 1     | 1:18  | Rio de Janeiro    |                                                   |
| Derrota | 14-4   | Azamat Murzakanov      | Nocaute (soco)                       | ICFC- International Caucasian Fight Championchip       | 02/10/2016 | 1     | 0:50  | Nalchik           |                                                   |
| Vitória | 14-3   | Welington Lima         | Finalização (mata-leão)              | WOC - War of Champions 6                               | 29/04/2016 | 1     | 1:30  | Montes Claros     |                                                   |
| Vitória | 13-3   | Carlos Silva           | Finalização (guilhotina)             | X-Fight MMA 2015 GP, semifinals                        | 14/11/2015 | 1     | 0:45  | São Paulo         |                                                   |
| Vitória | 12-3   | Flávio Rodrigo Magon   | Finalização (triângulo)              | X-Fight MMA 2015 Brazil GP, Phase 2                    | 21/08/2015 | 1     | 2:46  | Araraquara        |                                                   |
| Vitória | 11-3   | Aparecido dos Santos   | Finalização (triângulo de mão)       | Coliseu Extreme Fight 12                               | 09/05/2015 | 2     | 4:36  | Arapiraca         |                                                   |
| Vitória | 10-3   | Rafael Correia         | Finalização (D'arce choke)           | Face to Face 10                                        | 21/02/2015 | 1     | 2:52  | Itaboraí          |                                                   |
| Vitória | 9-3    | João Paulo dos Santos  | Finalização (triângulo de mão)       | WOCS 40                                                | 13/12/2014 | 1     | 2:40  | Rio de Janeiro    |                                                   |
| Vitória | 8-3    | Marcelo Barbosa Ramos  | Finalização (guilhotina)             | WOCS 34                                                | 24/05/2014 | 1     | 3:40  | Montes Claros     |                                                   |
| Vitória | 7-3    | Paulão Filho           | Decisão (unânime)                    | Bitetti Combat 19                                      | 06/02/2014 | 3     | 5:00  | Manaus            | Defendeu o Cinturão Peso Médio do Bitetti Combat. |
| Derrota | 6-3    | Júlio César dos Santos | Nocaute Técnico (socos)              | WOCS 30                                                | 18/10/2013 | 2     | 1:05  | Montes Claros     |                                                   |
| Vitória | 6-2    | Tiago Mônaco Tosado    | Finalização (D'arce choke)           | Bitetti Combat 16                                      | 19/07/2013 | 1     | 2:48  | Rio de Janeiro    | Ganhou o Cinturão Peso Médio do Bitetti Combat.   |
| Vitória | 5-2    | Daniel Oliveira        | Nocaute (soco)                       | WOCS 24                                                | 23/03/2013 | 1     | 2:55  | Montes Claros     |                                                   |
| Vitória | 4-2    | Rodrigo Carlos         | Finalização (triângulo)              | WOCS 22                                                | 09/11/2012 | 2     | 4:55  | Rio de Janeiro    |                                                   |
| Derrota | 3-2    | Douglas Moura          | Nocaute Técnico (socos)              | Jungle Fight 39                                        | 12/05/2012 | 1     | 2:51  | Rio de Janeiro    |                                                   |
| Vitória | 3-1    | Wagner Moura           | Nocaute (socos)                      | Fight Brazil Combat                                    | 01/10/2011 | 2     | 1:15  | Montes Claros     |                                                   |
| Derrota | 2-1    | Júlio César dos Santos | Nocaute Técnico (interrupção médica) | Bitetti Combat 9                                       | 18/06/2011 | 1     | 0:48  | Rio de Janeiro    |                                                   |
| Vitória | 2-0    | Paulo Vitor            | Nocaute (socos)                      | Fight Combat Brazil                                    | 15/11/2009 | 3     | 3:34  | Montes Claros     |                                                   |
| Vitória | 1-0    | Ary Santos             | Finalização (triângulo)              | Fight Brazil Combat 11                                 | 03/04/2009 | 1     | 1:45  | Montes Claros     | Estreia nos Médios.                               |